# میکی و فک
میکی و فک یک پویانمایی کوتاه است که توسط والت دیزنی در سال ۱۹۴۸ ساخته شد. این فیلم نامزد جایزه اسکار برای بهترین پویانمایی کوتاه شد، اما به یکی از پویانمایی‌های تام و جری، به نام یتیم کوچک، که یکی از هفت جایزه اسکار را برای مجموعه تام و جری برد، شکست خورد. این صد و بیست و دومین فیلم کوتاه از مجموعه فیلم‌های میکی موس بود که اکران شد و دومین فیلمی بود که در همان سال تولید شد.